# 李孝芳
李孝芳（1915年—1999年），中国土壤地理学家，九三学社中央委员会常务委员，第六届、第七届全国政协委员。